# Тикетон
Freedom Ticketon (англ. Ticket Online — «билет онлайн») — казахстанская система онлайн-продажи билетов в кино, культурно-развлекательные и спортивные мероприятия, туры и экскурсии в различные направления, а также на научно познавательные и бизнес тренинги. Система стартовала 24 мая 2012 года в городе Алматы и на момент запуска охватывала 3 кинотеатра: Chaplin ADK, Chaplin Mango, Иллюзион Maxima. На сегодняшний день компания охватывает 4 страны Центральной Азии, такие как Казахстан, Узбекистан, Кыргызстан и Таджикистан. В 2022 году 100% уставного капитала компании Freedom Ticketon было приобретено Freedom Holding Corp.
С 2015 по 2025 год компанию возглавляла Виктория Торгунакова.
С 1 июля 2025 года генеральным директором компании является Ксения Соколова.
Основатели компании: Алексей Ли, также известный по компаниям «Авиата» Aviata.kz, Arbuz.kz, Константин Горожанкин, также известный по компаниям Processing.kz, iStartup.kz, Award.kz,  а также разработчик Илья Смольянинов.

## Ключевые показатели
К системе «Freedom Ticketon» на настоящий момент подключено более 150 объектов культуры и спорта в 27 городах Казахстана. Среди них: 32 кинотеатра (более 43 % всего существующих в Казахстане Кинотеатров), а также 64 театра (более 87 % от существующих в Казахстане). Также компания осуществляет деятельность в трех странах Центральной Азии: Кыргызстане, Узбекистане и Таджикистане.
За 11 лет работы через систему продано более 12 миллионов электронных билетов. Ежемесячно через систему продается более 300 000 билетов в режиме онлайн.  
Посещаемость сайта  3,8 млн посетителей/месяц.

## Виды деятельности
1. Сервис онлайн продажи билетов.
2. Организация концертной деятельности.

## Базовая механика
«Freedom Ticketon» разработал программное обеспечение xTicket, позволяющее в реальном времени отображать схему зала и выкупать места, синхронизировать онлайн-продажи с продажами в кассах объектов и не допускающее двойных продаж на одни и те же места. Система «Freedom Ticketon» также интегрируется с различными билетными системами кинотеатров, театров и иных объектов.
Каналами продаж являются веб-сайты, мобильный сайт, личные и партнерские мобильные приложения, а также агентские точки распространения. Монетизация осуществляется за счет продажи Лицензии на собственное Программное Обеспечение, Продажи Рекламы, а также агентского вознаграждения, предоставляемого кинотеатрами, театрами организаторами мероприятий за продвижение и реализацию билетов. В зависимости от типа мероприятия, «Freedom Ticketon» взимает также сервисный сбор с клиентов-покупателей на сайте.
При онлайн-покупке билетов через «Freedom Ticketon», покупателю на мобильный телефон отправляется SMS-сообщение и Email письмо с билетом, содержащее уникальный цифровой код. Такой же код система отправляет в программное обеспечение касс объектов.
Покупатель, придя на мероприятие, показывает контроллеру электронный билет, и после сверки кодов клиент проходит в Зал. Билеты при предъявлении на входе на мероприятия считывается контроллером с помощью специальных сканеров, либо распечатываются в терминалах самообслуживания и на кассах.
Система используется в качестве дополнительного встроенного сервиса такими интернет-площадками, как Kinopoisk.ru, Яндекс Афиша, ОНАЙ, Senim.kz, Smart Astana, а также интегрирована с рядом банковских приложений ( Jusan Bank, Sberbank ) и многими другими информационными сервисами.

## Премия Тикетон
Премия «Тикетон Award» была учреждена в 2018 году, и стала традицией в культурной жизни Казахстана. В ежегодной премии «Тикетон Award» отбираются к голосованию самые яркие представители культурной, спортивной и социальной жизни страны, по итогам статистики продаж билетов на сайте ticketon.kz. Премия определяет лидеров в каждой номинации путем открытого голосования интернет-пользователей, на сайте award.ticketon.kz.
Церемония награждения победителей Премии ежегодно становится значимым событием в культурной жизни казахстанцев и привлекает внимание деятелей культуры, артистов эстрады, публичных персон.

## Организация мероприятий"
В рамках деятельности своей дочерней компании JAM.kz, “Freedom Ticketon” с успехом реализовал крупномасштабные проекты по организации выступлений международных звезд эстрады на сценах Казахстана:
27 августа 2022 года - выступление корейской  К-рор группы Everglow
28 сентября 2022 года - выступление американской певицы и автора песен LР
1 ноября 2022 года - трибьют шоу Queen с участием Марка Мартела
30 апреля 2023 года - выступление Звезды Оперы -  Placido Domingo
24-25 июня 2023 года - выступление французской Певицы Lara Fabian

## История
Декабрь 2011 — начало разработки системы
Май 2012 — официальный старт онлайн-продаж для 3 кинотеатров Алма-Ате: Chaplin ADK, Chaplin Mango, Иллюзион Maxima
Ноябрь 2012 — начало подключения StarCinema — второй по величине киносети Казахстана, кинотеатра Bekmambetov Cinema
Декабрь 2012 — подключение Государственного академического русского театра драмы им. Лермонтова
Июль 2013 — подключение киносети Арман
Август 2013 — запуск мобильных приложений для iOS и Android
Март 2014 — запуск первого в Казахстане киоска выдачи онлайн-билетов в кино
Январь 2015 — подключен Казахский Государственный Академический Театр Оперы и Балета имени Абая
Май 2015 — подключение центрального стадиона г. Алматы и ФК Кайрат (футбольный клуб).
Август 2015 — запуск продаж на домашние матчи ХК Барыс.
Сентябрь 2015 — подключение центрального стадиона г. Астана «Астана Арена». Запуск эксклюзивных продаж на домашние матчи ФК «Астана» в групповом этапе Лиги Чемпионов. Через систему «Freedom Ticketon» в режиме онлайн было реализовано более 80 % всех билетов на матчи.
Февраль 2016 — подключение Государственного театра оперы и балета «Астана Опера».
Февраль 2016 — запуск продаж электронных билетов через терминалы самообслуживания полного цикла. Первые терминалы установлены в г. Астана.
Март 2016 — подключение Высокогорного спортивного комплекса Медео
Июнь 2016 — продажа билетов на сольный концерт Димаша Кудайбергена в Астане
Август 2016 — Продан 1-й миллион билетов в режиме онлайн
Февраль 2017 — продажа на Универсиаду в Алматы
Лето 2017 — Продажа билетов на Выставку ЭКСПО в Астане
Декабрь 2017 — компания Freedom Ticketon получила награду «Лучший сетевой сервис Казахстана» от Национальной интернет-премии AWARD.kz
Лето 2018 — Открытие дочерних компаний в Узбекистане, Кыргызстане, Таджикистане
Май 2019 — Запущена система Лояльности Freedom Ticketon «Яркость жизни»
Август 2019 — Продан 5-й миллион билетов в режиме онлайн
Сентябрь 2019 — Freedom Ticketon занял 16-е место в рейтинге Forbes среди интернет- компаний Казахстана по обороту, и 6-е место — по числу транзакций.
Декабрь 2019 — продан 6-й миллион билетов в режиме онлайн. Итого, 1 миллион билетов был реализован менее, чем за 5 месяцев спустя продажу 5-го миллиона билетов.
2020-2021 - Период Пандемии и значительного спада в деятельности компании. В этот период был самостоятельно открыт Автомобильный кинотетар в г. Алматы, проведено 10 авто-концертов с участием звезд Казахстанской эстрады.
Декабрь 2021 — За год продан 1 миллион билетов.
2022 — Компания входит в международный холдинг Freedom Finance
2022 —  Запущен проект Smart Ticket для автоматизации государственных учреждений культуры в городе Астана.
Март 2022 —  Достигнут  рекорд в показателях продаж и числе транзакций за все время существования проекта. В последующем, в течение 2022 года рекордный показатель оборота будет увеличен еще 5 месяцев подряд и достигнет 4,5 млн.$
Май 2022 —   Ticketon отметил свое десятилетие.
14 июля 2022 года - Достигнут рекордный показатель дневного оборота - более 200 000 $
Июль-Сентябрь 2022 — продажа билетов на сольный концерт Димаша Кудайбергена в Алматы.
16 декабря 2022 года- зафиксировано максимальное количество проданных билетов за день - более 16,5 тысяч.
Январь-Март 2023 года - за 3 первых месяца года система продала более 1 млн билетов в режиме онлайн.
Март 2023 года - сайт Ticketon.kz занимает 3-е место среди всех билетных сервисов стран СНГ по посещаемости (3,8 млн. уникальных пользователей в месяц)
Март 2024 года - произошел ребрендинг компании, компания сменила название бренда на Freedom Ticketon.
Июль 2025 года - генеральным директором компании назначена Ксения Соколова.

## Награды
- Награды «Лучшая бизнес-модель» от Forbes Kazakhstan и «Лучшая команда» от PricewaterhouseCoopers в рамках конференции Digital Communications 2012
- Победа в конкурсе KZ Start, организованном Национальным агентством по технологическому развитию
- Лауреат в номинации «Лучший стартап» в рамках ASTEX-2013 — IT-выставки-конференции, проводимой в рамках VI Астанинского экономического форума, организаторами которой выступили Министерство транспорта и коммуникации РК, НИХ «Зерде» и КФ «Фонд развития ИКТ»
- Лауреат в номинации «Сайт-открытие года» Национальной интернет-премии Award.kz 2012
- Лауреат в номинации «Лучшая технология электронной коммерции» на выставке информационных технологий ASTEX 2014
- Победа в конкурсе сайтов «Национальная Интернет-премия AWARD.kz» в номинации «Лучший сетевой сервис»

## Упоминания в СМИ
- Новости@Mail.ru: Онлайн-продажа кинобилетов в Алматы стоит всего 95 тенге
- Эксперт Казахстан: Киноманам полегчало
- Курсив: С чего начинался Тикетон
- Vox Business: Билет по клику
- Profit: рынок не вместит несколько игроков
- Computerworld: «Тикетон» — один из самых успешных стартапов в Казахстане
- ProDengi: «Тикетон» и сервис «Яндекс. Деньги» объявили о сотрудничестве
- Электронная коммерция Казахстана не боится кризиса и собирается расти двузначными темпами
- «Человек года» по версии AWARD 2015 — Алексей Ли, «Компания года» — «Колеса-Крыша-Маркет»
- «Продаем Билеты -Дарим эмоции» — Виктория Торгунакова рассказывает об успехе компании и планах на будущее
- Виктория Торгунакова в рейтинге Forbes «30 моложе 30» в Казахстане
- Тикетон — 16 место в рейтинге Forbes «30 крупнейших Интернет-площадок» Казахстана
- Freedom купил Тикетон
- За сколько холдинг Тимура Турлова купил «Тикетон»?
- Ежегодная церемония награждения премии Ticketon awards состоялась в Алматы
- Виктория Торгунакова, CEO Ticketon.kz: Нас спас «стартаповский» подход
- Выступление Placido Domingo в Алматы
- Великий тенор в Алматы
- Самые амбициозные и успешные казахстанцы нового поколения: 30 моложе 30
- Борьба за отечественные кинотеатры
- 5 марта состоится независимая культурная премия «Тикетона»
- Открыто голосование за номинантов премии «Человек 2019 года»
- День рождения «Тикетона»
- «Тикетон» вернул деньги за купленные билеты отмененных мероприятий
- Как работает сервис онлайн-продажи билетов «Тикетон» во время карантина
- Стартовало голосование за участников премии Ticketon Awards
- «Тикетон» продал 1 миллион билетов в 2021 году
- Freedom Holding покупает «Тикетон» и PayBox.money
- Культурная Премия «Тикетон»
- Ежегодная церемония награждения премии Ticketon awards состоялась в Алматы
- Афиша событий в Караганде весной 2022 года
- 40 крупнейших торговых интернет-площадок
- Кто захватывает лидерство в голосовании премии «Тикетон»
- Премия «Тикетон»: Идёт народное голосование
- Стартовало онлайн-голосование за номинантов премии «Тикетон»
- Фильм «Пейіш» из Кыргызстана возглавил первое месте по кассовым сборам в Казахстане, согласно данным сервиса продажи билетов «Тикетон»